# Supercoppa del Belgio 2009
La Supercopa del Belgio 2009 (in francese Supercoupe de Belgique, in fiammingo Belgische Supercup) è la 30ª edizione della Supercoppa del Belgio di calcio.
La partita fu disputata dallo Standard Liegi, vincitore del campionato, e dal Genk, vincitore della coppa nazionale.
L'incontro si giocò il 25 luglio 2009 e fu vinto dal Standard Liegi, al suo quarto titolo.

## Tabellino
| Arbitro: | Johan Verbist |

|                       |           |  |
| Dalmat 30’ Witsel 60’ | Marcatori |  |